# Louis Hachette
Louis Christophe François Hachette (pronunciat: [lwi kʁistɔf fʁɑ̃swa aʃɛt]) (5 de maig de 1800 - 31 de juliol de 1864) va ser un editor francès que va establir una editorial de París dissenyada per produir llibres i altre material per millorar el sistema d'ensenyament escolar. Les publicacions es van centrar inicialment en els clàssics i posteriorment es van ampliar per incloure llibres i revistes de tot tipus. Actualment, l'empresa forma part d'una editorial global.

## Primers anys
Hachette va néixer a Rethel a les Ardenes. Després d'estudiar durant tres anys a la prestigiosa École Normale Supérieure amb la intenció de ser professor, el 1822 va ser expulsat, per motius polítics. El 1826, després d'estudiar breument dret, Hachette va obrir Brédif, una llibreria situada prop de la Sorbona a París. L'objectiu de l'empresa era produir obres dissenyades per millorar el sistema d'instrucció escolar i promoure la cultura general a la comunitat. Va publicar manuals sobre diversos temes com ara diccionaris de llengües modernes i antigues, revistes educatives i clàssics francesos, llatins i grecs comentats per les més eminents autoritats.

## Fites
L'any 1833 es va aprovar la Llei d'escoles de Guizot que obligava a tots els municipis a obrir una escola de primària. Louis Hachette havia estat elaborant un manual alfabètic des de 1829 i la seva era l'única empresa capaç de respondre a l'ordre públic per a un milió de llibres de text.
L'any 1846 es va fundar la L. Hachette & Company. Aquell any, Emile Littré va signar un contracte amb la nova empresa per publicar un diccionari, els primers volums del qual apareixen el 1863.
El 1852, Hachette va contractar amb set companyies de ferrocarril per a la creació de parades de llibres de l'estació. A més de les guies de viatge per als viatgers del tren, els petits punts de venda venien novel·les d'autors com Charles Dickens, Gérard de Nerval, George Sand i la sèrie infantil Bibliothèque Rose, incloses les de La Comtesse de Ségur.
El 1855 Hachette va fundar Le Journal pour tous, una publicació amb una circulació de 150.000 exemplars setmanals.
Hachette va començar a imprimir Le Tour du Monde, un diari de viatges setmanal, el gener de 1860.
Hachette també va manifestar un gran interès en la formació de societats d'amistat entre les classes treballadores, en l'establiment d'institucions benèvoles i en altres qüestions relacionades amb la millora dels pobres, tema sobre el qual va escriure diversos fullets. També va donar el pes de la seva influència cap a una solució justa de les qüestions relacionades amb els drets d'autor literaris internacionals.